# Kiko Calero
Enrique Nomar "Kiko" Calero, né le 9 janvier 1975 à San Juan (Porto Rico), est un joueur portoricain de baseball ayant évolué en Ligue majeure de 2003 à 2009 pour les Cardinals de Saint-Louis, les A's d'Oakland et les Marlins de la Floride. Il est présentement agent libre.